# 그리고리 보이틴스키

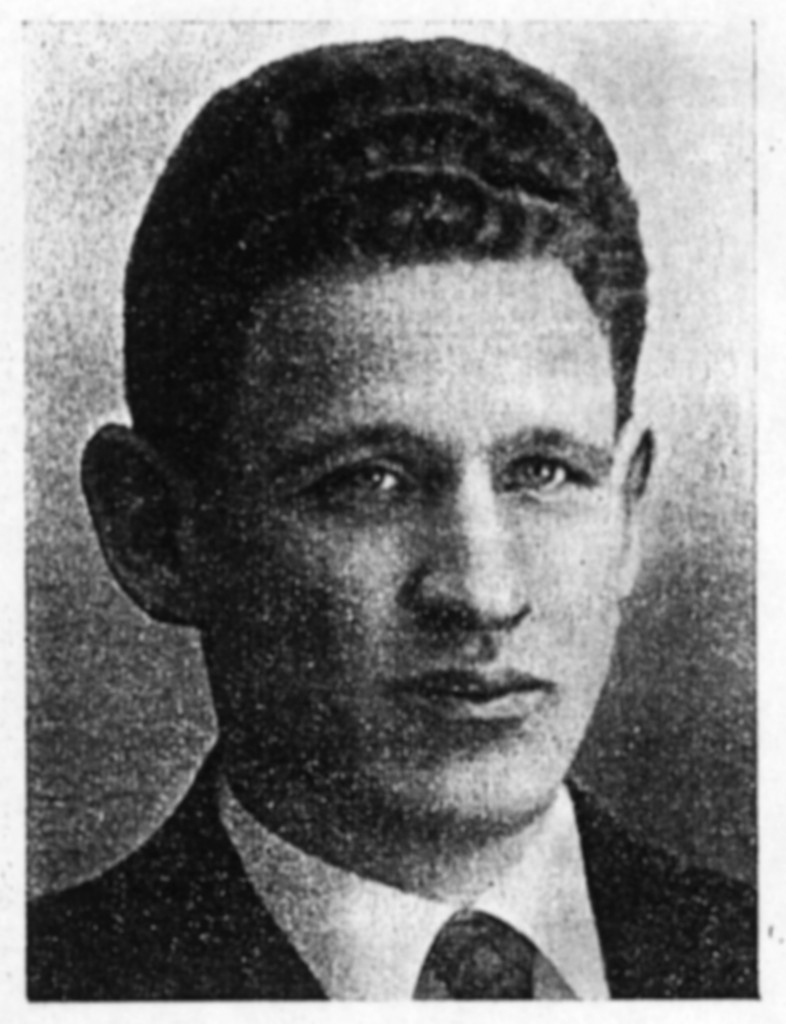

그리고리 나우모비치 보이틴스키, 본명 자르힌(러시아어: Григорий Наумович Войтинский; 1893년 4월 17일 ~ 1953년 6월 11일)은 소련의 코민테른 관료였다. 그는 중국공산당이 결성되기 직전인 1920년에 천두슈와 같은 중국의 최고 저명한 공산주의자들과 접촉하기 위해 수석 고문으로 중국에 파견되었다. 보이틴스키는 중국공산당 창당의 "주요 설계자"로 여겨진다.
그는 1893년 4월 17일 네벨에서 러시아 유대인 가족으로 태어났다. 1918년에 그는 볼셰비키당에 가입했다. 그는 러시아 내전의 극동 전선에 적극적으로 참여했다.

## 중국에서의 활동
1920년, 소련은 시베리아에 제3공산주의 인터내셔널, 즉 코민테른의 지부인 코민테른 극동국을 설립했다. 따라서 그는 중화민국 및 기타 극동 국가에서 공산당 설립을 직접적으로 담당했다. 설립 직후, 극동국의 부국장 보이틴스키는 베이징시에 도착하여 리다자오와 접촉했다. 리는 보이틴스키가 상하이시에서 또 다른 공산주의 지도자인 천두슈를 만나도록 주선했다. 1920년 8월, 보이틴스키, 천두슈, 리한쥔, 선쉬안루, 위슈쑹, 스춘퉁 등은 코민테른 중국 지부 설립을 시작했다.
상하이 연대기 (상하이 유대인 연대기와 혼동하지 말 것)는 1919년 상하이에서 셰메시코와 다른 사회주의 성향의 러시아인들에 의해 설립되었으며, 1920년 초 소련 러시아 정부로부터 재정 지원을 받았다. 1920년 봄, 보이틴스키와 그의 동료들은 중국에 공산당을 설립하는 임무를 띠고 중국에 왔다. 그들은 신문의 편집자 및 기자로 위장하여 중국에 왔을 뿐만 아니라, 신문사에 코민테른의 동아시아 사무국을 설립했다. 그 때부터 상하이 연대기는 동아시아 사무국의 선전 도구이자 중국 내 볼셰비키 활동의 은폐처가 되었다. 신문 직원들이 신문에 위장 주둔한 소련 러시아 및 코민테른 인력의 중국 내 공산주의 조직 설립 활동을 도왔기 때문에, 이 신문은 전체적으로 중국 초기 공산주의 운동에서 특별한 역할을 했다. 러시아의 지원이 중단되면서 상하이 연대기는 1922년 말에 출판을 중단했지만, 많은 직원들이 볼셰비즘을 위해 계속 일했다.

## 이후 경력
그는 1926년까지 코민테른 대표로 일했다. 이후 1929년까지 이르쿠츠크의 시베리아 정부에서 일하다가 모스크바로 옮겨 다양한 동양학 기관에서 일했다. 1934년에는 모스크바 국립 대학교의 교수가 되었다.
그는 소련의 중국학의 설립자 중 한 명으로 여겨진다. 그는 현대 중국 정치에 관한 여러 책을 썼다. 그는 1953년 실패한 수술 중에 사망했다.